# Acacia mildbraedii
Acacia mildbraedii é uma espécie de leguminosa do gênero Acacia, pertencente à família Fabaceae.